# Andropolia diversilineata
Andropolia diversilineata är en fjärilsart som beskrevs av Augustus Radcliffe Grote. Andropolia diversilineata ingår i släktet Andropolia och familjen nattflyn. Inga underarter finns listade i Catalogue of Life.